# Bosco di S. Silvestro
Bosco di S. Silvestro este o arie protejată (arie specială de conservare — SAC, sit de importanță comunitară — SCI) din Italia întinsă pe o suprafață de 81 ha, integral pe uscat.

## Localizare
Centrul sitului Bosco di S. Silvestro este situat la coordonatele 41°06′08″N 14°19′53″E / 41.102222°N 14.331389°E.

## Înființare
Situl Bosco di S. Silvestro a fost declarat sit de importanță comunitară în mai 1995 pentru a proteja 13 specii de animale. Situl a fost protejat și ca arie specială de conservare în mai 2019.

## Biodiversitate
Situată în ecoregiunea mediteraneană, aria protejată conține 2 habitate naturale: Tufărișuri termo-mediteraneene și de pre-deșert, Păduri de Quercus ilex și Quercus rotundifolia.
La baza desemnării sitului se află mai multe specii protejate:
- păsări (8): porumbel gulerat (Columba palumbus), muscar-gulerat (Ficedula albicollis), sfrâncioc roșiatic (Lanius collurio), sitar de mâl (Limosa limosa), sitar de pădure (Scolopax rusticola), turturică (Streptopelia turtur), mierlă (Turdus merula), sturz-cântător (Turdus philomelos)
- mamifere (3): liliac cărămiziu (Myotis emarginatus), liliacul mare cu potcoavă (Rhinolophus ferrumequinum), liliacul mic cu potcoavă (Rhinolophus hipposideros)
- nevertebrate (2): croitorul mare al stejarului (Cerambyx cerdo), Euplagia quadripunctaria

Pe lângă speciile protejate, pe teritoriul sitului au mai fost identificate 1 specie de nevertebrate, 3 specii de reptile.